# 米子市営湊山球場
米子市営湊山球場（よなごしえい みなとやまきゅうじょう）は、かつて鳥取県米子市の湊山公園内に存在した野球場。

## 歴史
米子城三の丸は明治時代以降は刑務所として利用されていた。昭和期にこの跡地を後藤家が米子市に運動場として寄贈し、後藤グラウンド（後藤グランドとも）と称されていた。戦後の1950年に鳥取県産業観光大博覧会を開催。パビリオンの中には土井垣武の巨大なモニュメントのあるスポーツ館や二の丸の石垣を利用した大滑り台などがあり、中でも山陰初のテレビが設置されたことで話題となり大盛況となった。その後、近代野球場の整備が求められるようになり、当時の緊急雇用対策の一環として球場の整備が行われることとなった。1951年、都市公園法に基づきこの一帯を湊山公園として公園の一部となった。
1953年（昭和28年）に開場。スタンド全体がフェンスで囲われていた。開場以来、高校野球などアマチュア野球公式戦が行われた他、プロ野球公式戦が開催されたこともある。しかし、施設の老朽化が著しくなったことから、市は新たな施設を整備する方針を固め、市東郊で整備が進められていた東山公園内に1990年（平成2年）、米子市民球場が開場した。
湊山球場はその後も高校野球などで使用されたが、1999年（平成11年）の秋季県大会以降は公式戦ではあまり使用されなくなった。また近年は周辺道路に打球が飛び出す危険性があることから硬式野球はほとんどが市民球場での開催となり、湊山球場は主に軟式野球やソフトボールなどに使用されており、2005年（平成17年）の天皇賜杯全日本軟式野球大会の会場となった。
米子城三の丸を史跡公園として整備するため、2020年（令和2年）9月22日をもって廃止された。

## 主なエピソード
- 1955年8月3日、4日に国鉄スワローズ対大阪タイガースの公式戦が行われ、3日は国鉄が5－1で、4日は大阪が3－0でそれぞれ勝っている。3日の試合は国鉄金田正一、大阪渡辺省三が先発した。その試合を当時境高校の投手であった米田哲也が観戦しており、プロ野球選手としてプレーをする自信を持ったきっかけとなっている。
- 星野仙一（元中日ドラゴンズ・阪神タイガース・東北楽天ゴールデンイーグルス監督）は、岡山県立倉敷商業高等学校3年時の1964年（昭和39年）、湊山球場で行われた全国高等学校野球選手権大会東中国大会の決勝戦で鳥取県立米子南高等学校の前に敗れ、甲子園本大会出場の夢を絶たれた。
- 平松政次（元大洋ホエールズ）は、岡山県立岡山東商業高等学校2年次の1964年（昭和39年）、湊山球場で行われた秋季中国地区高等学校野球大会の決勝戦で鳥取県立米子東高等学校の前に敗れ、準優勝に終わった。しかし翌年の選抜では優勝投手に輝いている。

## 施設概要
- 両翼：92m、中堅：119m
- 内野：クレー舗装（混合土）、外野：天然芝
- スコアボード：パネル式
- 照明設備：なし
- 座席 内野：コンクリート座席、外野：芝生席

## 交通
- JR西日本山陰本線・境線米子駅から徒歩またはバス